# Eildert Groeneveld
Eildert Groeneveld (* 12. Mai 1948 in Emden, Ostfriesland) ist ein deutscher Agrarwissenschaftler und Tierzüchter; er war Direktor und Professor am Institut für Nutztiergenetik des Friedrich-Loeffler-Instituts und Leiter des Forschungsbereiches Züchtung und genetische Ressourcen in Neustadt/Mariensee (Mariensee).

## Leben und Wirken
Groeneveld hat in Göttingen Landwirtschaft mit der Spezialisierung auf Tierzucht studiert, dort zum Dr. sc. agr. promoviert und ist
anschließend als Wissenschaftler am damaligen Institut für Tierzucht und Tierverhalten der Bundesforschungsanstalt für Landwirtschaft in Mariensee tätig geworden, wo er Leiter des Forschungsbereiches Genetik und Tierzucht wurde.
Von 1987 bis 1990 hatte er die Position eines „Tenured Associate Professor for Computer Applications in Animal Agriculture“ am Department of Animal Sciences, University of Illinois in Urbana-Champaign, USA, inne. Er wurde dann an das Marienseer Institut zurückberufen, im Januar 1991 Direktor und Professor und im März 2008 – weiterhin als Leiter des Forschungsbereiches Züchtung und genetische Ressourcen – stellvertretender Leiter des neu zugeordneten Instituts für Nutztiergenetik im Verbund des Friedrich-Loeffler-Instituts Riems. Im August 2013 trat Groeneveld in den altersbedingten Ruhestand.

## Forschungsengagements
Seine wissenschaftliche Tätigkeit war äußerst umfang- und erfolgreich und betraf vor allem die Anwendung moderner Informationstechnologien in der Tierzucht. Zahlreiche IT-Programme im Bereich von Tierzucht und genetischer Vielfalt gehen auf Eildert Groeneveld zurück.
Er hat seine wissenschaftlichen Ergebnisse in 135 Originalpublikationen, 214 Kongressbeiträgen und 161 Vorträgen im In- und Ausland dokumentiert.

## Ehrenamtliche Tätigkeiten
Eildert Groeneveld ist bzw. war Mitglied in zahlreichen renommierten in- und ausländischen wissenschaftlichen Gesellschaften, z. B. der Deutschen Gesellschaft für Züchtungskunde, der Deutschen Gesellschaft für Tierzuchtwissenschaft, der American Dairy Science Association, der Association of Animal Science.
Eine aktive Mitarbeit erfolgte in folgenden Gremien:
- Genetisch-statistischer Ausschuss der DGfZ
- Fachbeirat „Tiergenetische Ressourcen“
- Verschiedene EAAP-Working Groups
- Organisationskomitee des 9. Weltkongresses on „Genetics Applied to Livestock Production (WCGALP)“ (2000 in Leipzig)
- „Advisor Committee des Department of Agriculture Production, Food Science and Technology“ der Cyprus University of Technology, Limassol/Zypern

Er war von 1999 bis 2001 Chairman des FAO-Panels of Experts Developing the Global Strategy for the Management of Farm Animal Genetic Resources (AnGR) sowie langjähriger Fachberater der Tierzuchtreferenten des Bundes und der Länder.

## Ehrungen und Auszeichnungen
- 1996 Ehrendoktorwürde durch die Hochschule für Tierzucht Kaposvár in Ungarn
- 1997 Silbermedaille des Forschungsinstituts Animal Production in Nitra, Slowakische Republik
- 2000 Ehrendoktor der Litauischen Veterinärakademie in Kaunas
- 2006 Aufnahme in den Agricultural Research Council in Irene/South Africa
- 2013 Hermann-von-Nathusius-Medaille der Deutschen Gesellschaft für Züchtungskunde (DGfZ)